# Roger Bissière
Roger Bissière (Villeréal, 22 settembre 1886 – Boissièrettes, 2 dicembre 1964) è stato un artista francese della seconda generazione dei pittori astratti conosciuti in Francia sotto il nome di Scuola di Parigi.
Questo tipo di pittura viene anche chiamato Lirismo astratto.
Ha partecipato alla prima edizione di Documenta a Kassel nel 1955.
Dal 1923 al 1938 insegnò all'Académie Ranson